# Белая (Чортковский район)
Бе́лая (укр. Біла) — село в Чортковской городской общине Чортковского района Тернопольской области Украины.
Население по переписи 2018 года составляло 3595 человек. Почтовый индекс — 48514. Телефонный код — 3552.

## Известные уроженцы и жители
- Лукасевич, Евмен (1871—1929) — украинский общественно-политический деятель, дипломат, журналист, медик, издатель.